# ウンベルト・ヴァレンティ
ウンベルト・ヴァレンティ（Umberto Valenti, 1891年8月14日 - 1922年8月11日）は、ニューヨークのシチリア系マフィアの1人。ジョー・マッセリアとのガンファイトで知られる。ニューヨーク最強のガンマンと呼ばれた。ナポリ系カモッラのロッコ・ヴァレンティは別人。

## 来歴

### 暗殺請負
シチリア島バルチェッローナ・ポッツォ・ディ・ゴット生まれ。1910年渡米し、ロウアー・イースト・サイドのイースト・ヴィレッジ12丁目通りに定住した。サルヴァトーレ・"トト"・ダキーラ率いるマフィアファミリーに加入し、イーストビレッジ12丁目通りから14丁目通りまでのファミリーの縄張りを管理した。1914年5月、ダキーラのライバルだったイースト・ハーレムのモレロ一家のチャールズ・"フォーチュナト"・ロモンテを殺害した実行犯と目され、殺害成功によりダキーラのトップヒットマンになった。ロモンテ殺害の共犯とみられた仲間のアクルーシオ・ディミノと行動を共にした。1920年代にかけて新たにヒットマンやボディーガードを雇い入れ、フランチェスコ・アルベルティ、ジョー・ビオンド、ロサリオ・ドンガッラ、ステファノ・アルモネが組織に加わった（4人ともシチリア人で、後のガンビーノ一家メンバー）。バルチェロナ出身のビオンドは同郷の後輩だった。ヴァレンティは多くの暗殺を請け負ったとされ、暗殺後すぐ消えていなくなることから「ゴースト」の異名があった。第一次世界大戦時のIDカードは職業が「テイラー」となっていた。

### 密輸抗争
禁酒法施行後、ロウアー・マンハッタンのイースト・ヴィレッジで酒の密売を始めた。1920年12月29日、ヴァレンティの密輸仲間サルヴァトーレ・マウーロが密輸ライバルのジョー・マッセリアを襲ったが、銃撃戦の末、逆に殺された。捕まったマッセリアは自己防衛を主張して罪を逃れた。
その後ダキーラと衝突して暗殺ターゲットになるとシチリアに逃亡した。1922年1月帰国し、ダキーラと和解すると、モレロ一家に死の宣告を出していたダキーラの命でモレロ派打倒の前線に立った。
1922年5月8日、モレロ一家のヴィンセント・テラノヴァを暗殺した。翌日、マッセリアに仕返しされ、グランド通りで襲撃されたが、逃げおおせた（用心棒シルバ・タリアガンバが重傷を負い、のち死亡した）。マッセリアは殺害容疑で検挙されたが、裁判まで至らず放免された。5月19日、盟友アクルーシオ・ディミノが殺された。
1922年8月8日、マッセリアのイーストヴィレッジの自宅近くで待ち伏せし、家を出たところを至近距離から3-4発撃ったが、弾をかわしながら近くの商店街に駆け込まれ、逃げられた。ヴァレンティ一味もすぐに車でその場を離れたが、組合会議から解放された多数の労働者が5丁目通りの路上にいた。そちらの方向に逃走車が近づき、通せんぼをされたため、彼らに銃口を向け発砲した。6人負傷し2人が死亡した。
1922年8月11日昼11時45分頃、イースト・ヴィレッジ12丁目通りとセカンドアヴェニューの交差点角のカフェに入ろうとしたところを付近に隠れていたマッセリア一味に狙撃され、ダッシュして走行中のタクシーに飛び乗ったが、胸に被弾して崩れ落ちた。病院に運ばれ、警察は事情聴取しようとしたがほとんど意識不明な状態で何も聞けず、銃撃から1時間後に死亡した。警察はマッセリアを取り調べたが証拠がなく放免した。マッセリアが和解の話し合いと称してヴァレンティをおびき出し、謀殺したと信じられている。